# WSK SO-3
WSK SO-1とWSK-SO-3はポーランドのInstytut Lotnictwa (航空機研究所)によって設計されたターボジェットエンジンでWSK PZL RzeszówによってPZL TS-11 イスクラジェット練習機の動力として製造された。30基のSO-1が製造され、これを拡大したSO-3は580基が生産された。このエンジンは7段式の圧縮機、アニュラ型燃焼器、単段のタービンを備えた。

## 派生機種
SO-1
原型機、分解整備間隔200時間
SO-3
強化されたSO-3, 熱帯地方での使用に合わせた。圧縮機、燃焼器、タービンが改良。 分解整備間隔400時間
SO-3W22
PZL I-22 イリダ用に改良、推力は 10.79 kN (2,425 lbf) PZL-5に名称変更

## 搭載機
- PZL TS-11 イスクラ
- PZL I-22 イリダ

## 使用諸元 (SO-3)
一般的特性
- 形式:
- 全長:
- 直径:
- 乾燥重量:

構成要素
- 圧縮機:
- 潤滑システム: *出力:
  - 推力:離陸時10.8 kN (2,425 lbf) ,巡航時 9.8 kN (2,205 lbf)
  - 圧縮比:4.8:1
  - バイパス比:

性能
- 出力:
- タービン入口温度: *燃料消費:29.6 g/(kN·s) (1.04 lb/(lbf·h))
- 推力重量比: 3.4:1

出典: Jane's All The World's Aircraft 1988-89.
- 型式:ターボジェット
- 全長:2,157 mm (84.7 in)

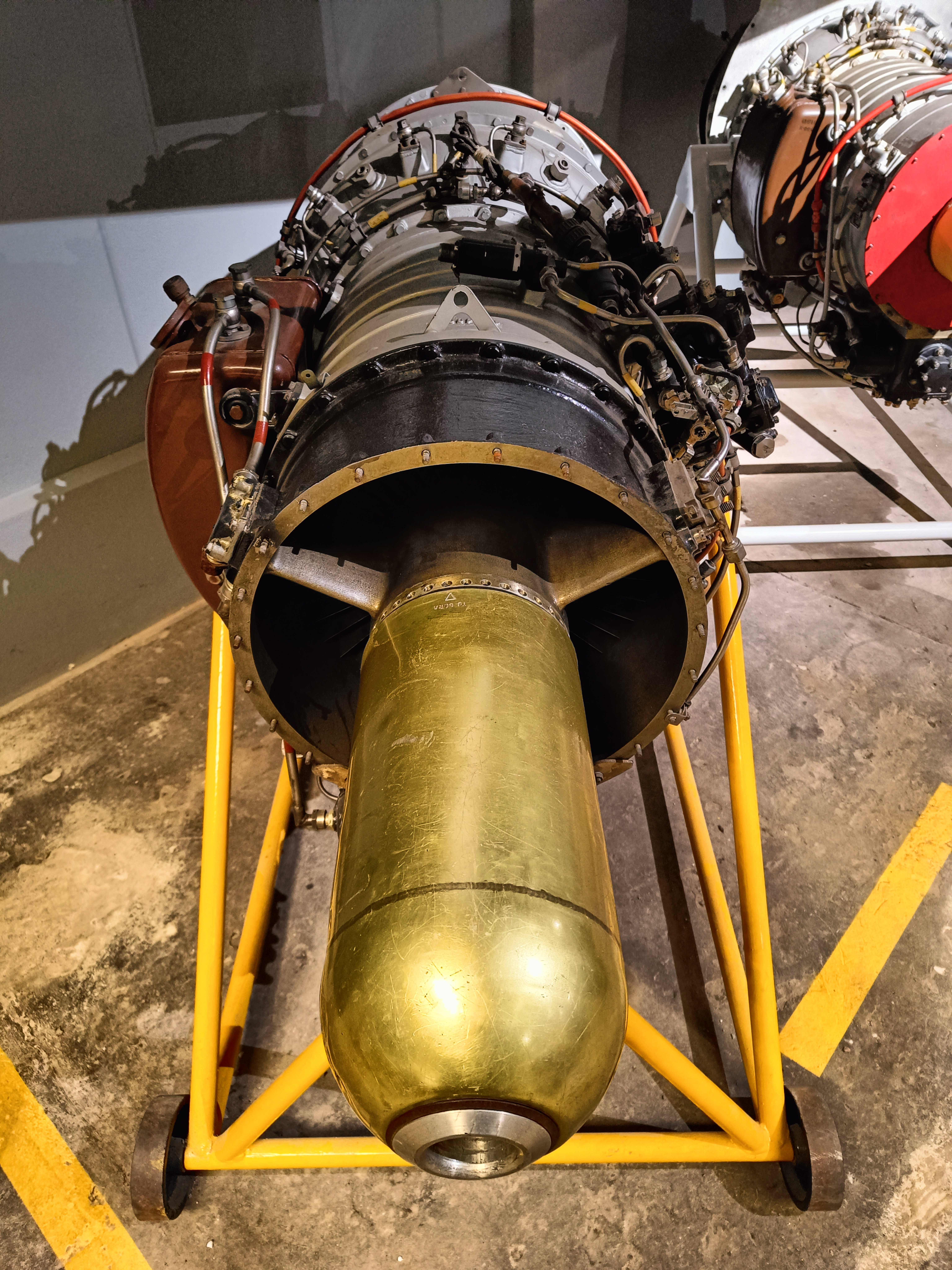
圧縮機の吸気口

- 直径:幅707 mm (27.8 in) width, 全高764 mm (30.1 in)
- 重量:321 kg (708 lb)
- 圧縮機:7段全鋼製軸流式圧縮機
- 燃焼器:24個のアニュラ型燃焼器
- タービン:単段軸流式
- 燃料の種類: